# Бенедето Кроче
Бенедето Кроче (на италиански: Benedetto Croce) е италиански интелектуалец, философ, критик и политик. Представител на неохегелианството, Кроче оказва голямо влияние върху естетиката през първата половина на 20 век. В своите трудове почти изцяло отрича нуждата от литературни родове и видове. Според него техните функции са аналогични с тези на рафтовете в една библиотека.

## Биография

### Произход и образование (1866 – 1895)
Роден е на 25 февруари 1866 година в Пескасероли, Италия, в семейство на земевладелци. Родителите му, Паскуале и Луиза Сипари, са богати и консервативни. Бенедето учи в религиозно училище, но на 18-годишна възраст вече се смята за атеист, какъвто остава до смъртта си.
На 28 юли 1883 г., при земетресение на остров Иския, където Бенедето кара ваканцията си със своето семейство, загиват родителите му и сестричката му Мария. Бенедето е намерен затрупан под сградата и осиновен от чичо си, историка Силвио Спавента, брат на философа неохегелианец Бертрандо Спавента.
Самообразованието си Кроче започва в римския салон на чичо си, където се запознава с много учени и интелектуалци на епохата, сред които и Антонио Лабриола. Записва се в юридическия факултет на Университета на Неапол, но го напуска, неудовлетворен от нивото на университетското образование. Няколко години пътешества из Испания, Германия, Франция и Англия. През 1886 г. си купува в Неапол къщата, в която е живял философът от епохата на Просвещението Джамбатиста Вико. По настояване на приятеля си, философа Джовани Джентиле, се заема с четене на Хегел.

### Кроче и марксизмът (1895 – 1910)
През 1895 г. Антонио Лабриола запознава Кроче с философията на марксизма, от която той отначало е заинтригуван, но скоро я подлага на остра критика. През 1903 г., заедно с Джентиле, основава списание „La Critica“, което излиза до 1944 г., но когато Джентиле започва активно да подкрепя фашизма, Кроче прекратява отношенията си с него. Освен това Кроче лично познава Антонио Грамши и макар да се отнася критично към политическите му възгледи, уважава литературния му талант.

### Кроче и фашизмът (1910 – 1943)
През 1910 г. Кроче е избран за сенатор. През 1914 г. се жени за Адел Роси. От брака им се раждат четири дъщери.
През 1920 – 21 г. става министър на образованието и подготвя училищна реформа, която обаче не прави опит да въведе заради нежеланието си да сътрудничи на фашизма, който той нарича „онагрократия“, тоест „власт на магаретата“ (реформата обаче е въведена от Джентиле през 1923 г. и получава неговото име).
По време на режима на Мусолини и през Втората световна война Кроче заема либерални позиции, макар да се изказва критично за демокрацията. През 1925 г. публикува в либералния вестник „Il mondo“ „Манифест на антифашистката интелигенция“ (Manifesto degli intellettuali antifascisti) в отговор на „Манифеста на фашистката интелигенция“ (Manifesto degli intellettuali fascisti) на групата преподаватели, юристи, физици и музиканти начело с Джентиле. В него Кроче обвинява сътрудничещите на правителството в предателство спрямо идеалите на италианското Рисорджименто.
Кроче остава един от малкото опоненти на фашизма, избегнали убийството или хвърлянето в затвор.

### Последни години (1943 – 1952)
След падането на режима, от 1943 г. Кроче е избран за президент на възстановената Либерална партия, а впоследствие и член на италианския Сенат. През 1947 напуска политиката и основава Институт за исторически изследвания в своя дом в Неапол (Палацо Филомарино дела Рока).
През 1949 г. Кроче прекарва церебрален паралич и повече не излиза от вкъщи, продължавайки да работи усилено. Смъртта го застига зад бюрото му в неговия кабинет-библиотека на 20 ноември 1952 година.

## Творчество
Кроче е представител на италианския идеализъм, развил се от „неаполитанската“ версия на хегелианството (Б. Спавента, Ф. де Санктис), но и от по-отдалечен източник – философията на италианския мислител от XVIII век Джамбатиста Вико. Кроче нарича философията си „абсолютен идеализъм“. Философията му е систематично изложена в 4 тома под общото заглавие „Философия на духа“ (Filosofia dello spirito). Първите два тома – „Естетиката като наука за художественото изразяване и общо езикознание“ (Estetica come scienza dell’espressione e linguistica generale, 1902) и „Логиката като наука на чистата представа“ (Logica come scienza del concetto puro, 1909), са посветени на описанието на теоретическата активност на разума, включваща художественото творчество и понятийното мислене; последните томове – „Философия на практиката: икономика и етика“ (Filosofia della pratica. Economia ed etica, 1909) и „Теория и история на историографията“ (Teoria e storia della storiografia, 1917), съдържат анализ на практическата страна на разума – икономическата активност и етиката, намираща своя висш израз в историята.
Сред останалите му трудове са „Историята като мислене и като действие“ (La storia come pensiero e come azione, 1938), „Философия, поезия, история“ (Filosofia, poesia, storia, 1951) и много други. Най-значителен е приносът му в естетиката и философията на историята.

### Неохегелианството и философската позиция
В книгата „Кое е живо и кое мъртво във философията на Хегел“ (1906) Кроче ясно изразява позицията си към хегелианството. На първо място в него той вижда учението за конкретността на понятието. В същото време Кроче обявява за несъстоятелни опитите на Хегел и хегелианците да построят обща философска система, обхващаща както природата, така и историята. Доводът му – защото философската наука трябва да се фокусира върху своя единствен и главен предмет – духа. Както и при Хегел, духът при Кроче се разгръща, сменяйки своите ипостаси: той е интуиция (естетика), синтез на общото и индивидуалното (логика), воля на единичното (икономика) и воля на всеобщото (етика). Тези ипостаси Кроче последователно изследва в работите си: „Естетиката като наука за художественото изразяване и общо езикознание (1902), „Логиката като наука на чистата представа“ (1905) и „Философия на практическото. Икономика и етика“ (1909). За разлика от Хегел, във философската система на Кроче най-важно място заема интуицията, от която той извежда логическия път за превръщенията на духа. Оттук икономическият живот на обществото е невъзможен без да се вземе предвид синтезът на общите и индивидуалните интереси (за разлика от марксизма). По същия начин в гносеологически план Кроче разделя познанието на логическо и интуитивно.

### Историографията и философията на историята
В зрялото си творчество Кроче отделя много внимание на историята и историографията, свързвайки ги с философското понятие за дух.
В книгата си „Историята, подведена под понятието за изкуство“ (1893) Кроче сближава историята и изкуството, заявявайки, че мисленето и историята като сфера на индивидуалното, на съзерцателното, са несъвместими. Според него историята като повествование за реалното се оказва подвид на изкуството като повествование за възможното. По-късно философът на практика отъждествява историята и философията, смятайки първата за резултат от мислителната дейност на разума, осмислящ самия себе си, и за висша степен на развитието на духа („Теория и история на историографията“ (1917). Историкът не възстановява историята, а я пише, това е творчески акт, при който той прониква в духовната същност на явленията, като същевременно чрез своята дейност изразява духовните потребности на своята епоха. Кроче подхожда към историческата наука обективистки: в нея няма място за субективни съждения и оценки. Но заедно с това историята осъществява катарзисен ефект върху хората: опознавайки я, те се освобождават от товара на миналото. При това Кроче отхвърля възгледите на Хегел и Маркс за историята, разглеждайки ги като „куп лъжи“.

### Философия на изкуството
Според Кроче изкуството е израз на творческия разум и заедно с това интуитивно съзерцание на индивидуалността. Творчеството е най-важната дейност на разума, без него е невъзможно всякакво познание. За разлика от науката, изкуството познава индивидуалното, а не общото. Изразяват себе си не само художниците, а всъщност всички хора, а мярка за прекрасното представлява успехът в тази работа по самоизразяване.

## Българска рецепция
Бенедето Кроче намира в България свой ревностен ученик в лицето на преподавателя в Софийския университет Милко Ралчев.

## Трудове
- Dialoghi di Erasmo da Rotterdam, 1886 (Диалозите на Еразъм Ротердамски);
- Teatri di Napoli: secolo 15.-18., 1891 (Театърът на Неапол: 15 – 18 век);
- La critica letteraria: questioni teoriche, 1894 (Литературната критика: теоретични въпроси);
- Materialismo storico ed economia marxistica, 1900 (Историческият материализъм и марксистката икономическа наука);
- Giambattista Vico primo scopritore della scienza estetica, 1901 (Джамбатиста Вико – първооткривателят на естетическата наука);
- Estetica come scienza dell’espressione e linguistica generale, 1902 (Естетиката като наука за художественото изразяване и общо езикознание);
- De Sanctis e Schopenhauer, 1902 (Де Санктис и Шопенхауер);
- Filosofia della pratica: Logica come scienza del concetto puro, 1909 (Философия на практическото: Логиката като наука на чистата представа);
- Socrate, 1909 (Сократ);
- La Filosofia di Giambattista Vico, 1911 (Философията на Джамбатиста Вико);
- What is living and what is dead of the philosophy of Hegel, 1915 (Кое е живо и кое мъртво във философията на Хегел)
- Teoria e storia della storiografia, 1917 (Теория и история на историографията);
- Ludovico Ariosto, 1918 (Лудовико Ариосто);
- Pagine sulla guerra, 1919 (Страници за войната);
- Breviari di estetica, 1920 (Синтез на естетиката);
- Ariosto, Shakespeare e Corneille, 1920 (Ариосто, Шекспир и Корней);
- Maupassant, 1920 (Мопасан);
- La poesia di Dante, 1921 (Поезията на Данте);
- Storia d’Italia dal 1871 al 1915, 1928 (История на Италия от 1871 до 1915 г.);
- La poesia, 1936 (Поезията);
- Indagini su Hegel, 1952 (Изследвания върху Хегел).

### Книги на български
- Кроче, Бенедето. Естетика / Превод от италиански Иван Тонкин. – Изд. Наука и изкуство, С., 1996, 331 стр. ISBN 954-02-0208-6.
Съдържа най-известния му труд „Естетиката като наука за художественото изразяване и общо езикознание“ (1900), а също и „Кратко ръководство по естетика“ (1912) и „Основни начала на естетиката“ (1928).
- Кроче, Бенедето. Естетика / Превод от италиански Иван Тонкин. – Изд. Рива, С., 2006, 518 стр. ISBN 954-320-050-5.
Към текстовете от предното издание е добавен и превод на студията „Поезията“ (1936).